# Assis (miasto)
Assis – miasto i gmina w Brazylii, w stanie São Paulo. Znajduje się w mezoregionie Assis i mikroregionie Assis.
W mieście mają siedzibę kluby piłkarskie VOCEM i CA Assisense.